# Zarevanda
Zarevanda (em armênio: Զարևանդ; romaniz.: Zarevand) ou Zaravanda (Զաաևանդ, Zaravand) foi um gavar (cantão) da província da Persarmênia, na Armênia. Na atualidade, faz parte do condado de Salmas, no Irã.

## Nome
Zarevanda, por vezes referida como Zareavã, é um topônimo composto por Zaré (Զարեհ, Zareh), a grafia armênia de Zariadres, e -avã (ավան, -awan), "cidade". Nesse sentido, seu nome significa "Cidade de Zariadres".

## História
Inscrições urartianas mencionam uma região chamada Zaranda, que incluía Zaravanda, Maranda e Her. Uma das menções mais antigas a Zarevanda é feita Vida de São Gregório, onde é registrada como Zaurabando (em grego: Ζαυραβανδων; romaniz.: Zaurabandōn). Fazia fronteira com Zareavã, que compartilha a mesma raiz etimológica de seu nome. Por serem adjacentes e pela semelhança de seus nomes, supõe-se que a ideia de que fossem distritos separados pode ser decorrente da confusão das fontes. Ao citar a região na qual Zareavã e Zaravanda existiam, Ptolomeu utilizou o topônimo Zaruana, que pode aludir a uma das duas ou ambas.
Zarevanda compreendia uma área de 500 quilômetros quadrados. Junto de Her, compunha um principado governado por uma dinastia homônima. O nome Persarmênia, que define a província onde Zarevanda-Her (Sigrianica para os gregos) estava localizado, não foi utilizado pelas fontes armênias anteriores a Ananias de Siracena e é possível, segundo Robert Hewsen, que a província como um todo tinha o mesmo nome do principado, com o nome atribuído por Ananias aludindo à sua anexação pelo Império Sassânida com base nos termos da Paz de Nísibis de 363.